# Pseudocoremia indistincta
Pseudocoremia indistincta är en fjärilsart som beskrevs av Butler 1877. Pseudocoremia indistincta ingår i släktet Pseudocoremia och familjen mätare. Inga underarter finns listade i Catalogue of Life.

## Bildgalleri

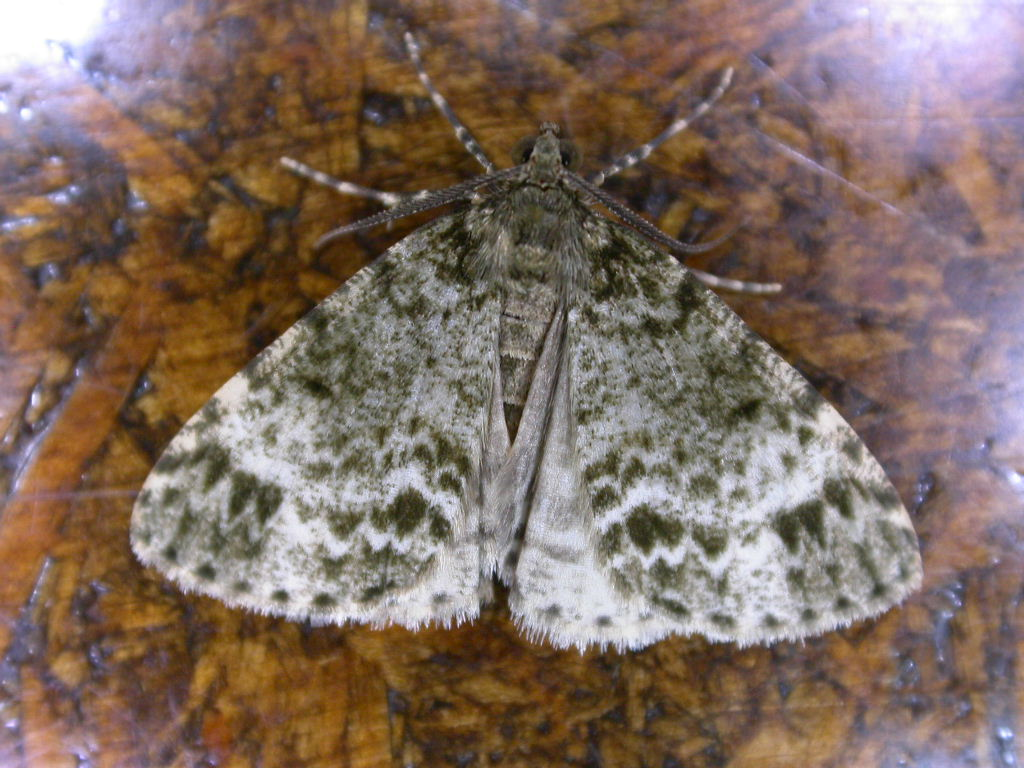